# Schirgiswalde
Schirgiswalde était une ville autonome de Saxe (Allemagne), située dans l'arrondissement de Bautzen, dans le district de Dresde. Le 1er janvier 2011 la ville a fusionné avec les communes de Kirschau et Crostau pour former la nouvelle ville de Schirgiswalde-Kirschau.